# Seznam novozelandskih dirkačev
Seznam novozelandskih dirkačev.

## A
- Chris Amon

## B
- Possum Bourne

## D
- Scott Dixon

## H
- Denny Hulme

## M
- Bruce McLaren